# Todsaporn Sri-reung
Todsaporn Sri-reung (tiếng Thái: ทศพร ศรีเรือง, sinh ngày 18 tháng 3 năm 1990), là một cầu thủ bóng đá người Thái Lan thi đấu ở vị trí thủ môn cho câu lạc bộ Giải bóng đá Ngoại hạng Thái Lan Nakhon Ratchasima.

## Danh hiệu

### Câu lạc bộ
BEC Tero Sasana
- Cúp Liên đoàn Bóng đá Thái Lan
  -  Vô địch (1): 2014
- Toyota Premier Cup
  -  Vô địch (1): 2015